# Borebi
Borebi est une municipalité brésilienne de l'État de São Paulo et la microrégion de Bauru.

## Démographie
| Évolution de la population (municipalité) | Évolution de la population (municipalité) | Évolution de la population (municipalité) | Évolution de la population (municipalité) |
| Année                                     | Population                                |                                           | %±                                        |
| ----------------------------------------- | ----------------------------------------- | ----------------------------------------- | ----------------------------------------- |
| 2000                                      | 1 933                                     |                                           | —                                         |
| 2010                                      | 2 293                                     |                                           | 18,6%                                     |
| 2022                                      | 2 713                                     |                                           | 18,3%                                     |
| ,                                         |                                           |                                           |                                           |